# Lusmyrans naturreservat
Lusmyrans naturreservat är ett kommunalt naturreservat i Borlänge kommun i Dalarnas län.
Området är naturskyddat sedan 2021 och är 35 hektar stort. Reservatet ligger i centrala södra Borlänge och består av lövskog.